# Eder
Eder je priimek več znanih oseb:
- Elfi Eder, avstrijska alpska smučarka
- Gabriel Eder, župan Ljubljane leta 1688
- Georg-Peter Eder, nemški vojaški pilot
- Helmut Eder, avstrijski dirigent in skladatelj
- Sylvia Eder, avstrijska alpska smučarka